# Peter Dalle
 (juillet 2014).
Si vous disposez d'ouvrages ou d'articles de référence ou si vous connaissez des sites web de qualité traitant du thème abordé ici, merci de compléter l'article en donnant les références utiles à sa vérifiabilité et en les liant à la section « Notes et références ».
Peter Dalle, né à Stockholm le 5 décembre 1956, est un chanteur[réf. nécessaire], acteur, directeur artistique[réf. nécessaire] et musicien[réf. nécessaire]suédois.
Il a été récompensé par le prix Karamelodiktstipendiet en 1995.

## Filmographie
- 1991 - Froggy et Charlie au pays des pommes de pin (voix)
- 2017 : Le Bonhomme de neige (The Snowman) de Tomas Alfredson : oncle Jonas